# منظف القرص
منظف القرص، (بالإنجليزية: Disk Cleanup)‏، هو أداة ضمن برنامج وندوز تستخدم لتخليص القرص الصلب من بعض نفايات البيانات والملفات والأخطاء فهي تقلل من المساحة المستخدمة في القرص الصلب. وهي ذات كفاءة عالية في خفض نسبة البيانات والأخطاء الزائدة في النظام بالأحرى فهي تنشط عمل القرص الصلب وبالتالي يسير الجهاز بشكل أسرع وأفضل.

## الوجود وطرق الاستخدام
يوجد منظف القرص في نظام الوندوز بشكل عام وقد أضيف مع الوندوز من النظام أكس بي وإلى النظام الاخير لوندوز 10.
الأداة توجد ضمن خصائص القرص الصلب وهي سهلة الاستخدام ما عليك سوى اختيار البيانات التي تريد حذفها ومن ثم اضغط على تنظيف الآن سوف تلاحظ فرق بالمساحة عن السابق وطبعاً الأداة فعالة جداً في القرص المحلي C.